# Maybach HL 230

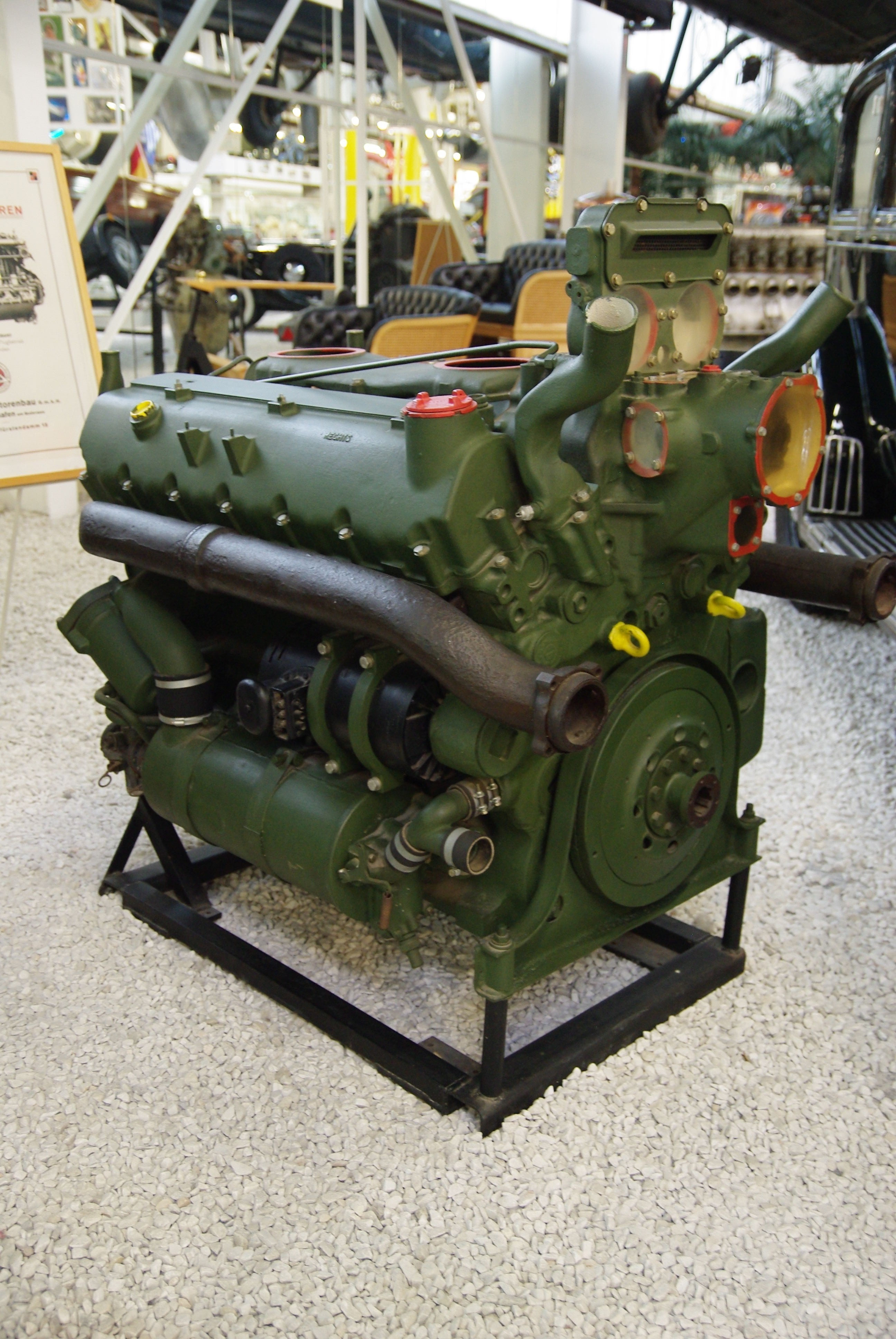
Maybach HL230 v Automobilovém a technickém muzeu Sinsheim

Maybach HL230 byl vodou chlazený benzínový dvanáctiválcový motor o objemu 23,1 litru s úhlem sevření válců 60 ° navržený společností Maybach. Byl používán během druhé světové války v těžkých a středních německých tancích Tiger II a Panther, stíhačích tanků Jagdpanther a Jagdtiger (verze HL230 P30) a v pozdějších verzích tanku Tiger I a Sturmtiger (HL230 P45).

## Popis

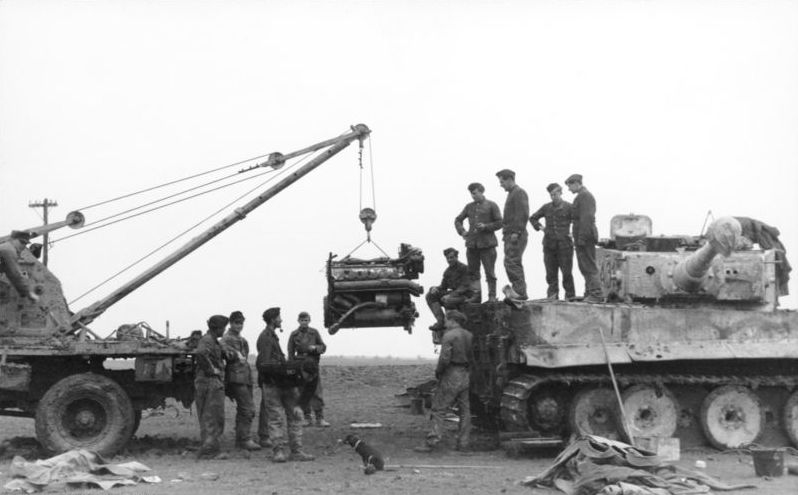
Motor HL 230 vymontovaný z tanku Tiger I během polní opravy, východní fronta, 1944

Motor byl vylepšenou verzí o něco menšího motoru HL210. HL210 byl použit v prvních sériích tanků Tiger I a Panther a na rozdíl od HL230 měl hliníkový blok motoru i klikovou skříň. Motor HL210 měl obsah 21,3 litru (tj. 1 779 cm³ na válec), vrtání mělo 125 mm a zdvih 145 mm.
U HL230 bylo vrtání zvětšeno ze 125 mm na 130 mm. Měl obsah 23,1 litru (tj. 1 925 cm³ na válec), zdvih zůstal nezměněn. Maximální výkon byl 700 PS (690 koní, 515 kW) při 3 000 ot / min. Maximální točivý moment byl 1850 Nm při 2 100 ot / min, avšak typický výkon byl okolo 600 PS (592 koní, 441 kW) při 2 500 ot / min.
Kliková skříň a blok byly vyrobeny z šedé litiny a hlavy válců z litiny. Motor vážil 1200 kg a jeho rozměry byly 1000 × 1190 × 1310 mm. Přívod paliva byl zajištěn čtyřmi dvojitými karburátory Solex typu 52JFF. Zapalování bylo realizováno dvěma magnety. Kompresní poměr byl 6,8: 1. Jak bylo pro Maybach typické, motor používal tunelovou klikovou skříň.
V pozdější fázi války bylo komisí Entwicklungskommission Panzer doporučeno vylepšení vstřikováním paliva namísto karburátorů. Tento motor dostal název HL234 a byl využit v do té doby výkonově poddimenzovaném tanku Tiger II. Očekávalo se, že se výkon zvýší na 800 až 900 koní při atmosférickém plnění a při přeplňování na 1100 až 1200 koní.

## Produkce
Celkem bylo vyrobeno firmami Maybach, Auto Union a Daimler-Benz přibližně 9 000 motorů HL230.
Od 3. listopadu 1944 byly vyráběny v podzemní továrně Richard I v koncentračním táboře v Litoměřicích.